# Austurleið
L'Austurleið (F910) è una strada dell'Islanda che collega il lago Lagarfljót con l'Askja.

## Percorso
Questa strada ha una doppia classificazione. Nella sua parte iniziale, la 910 è una strada asfaltata che è stata utilizzata anche per la costruzione della diga di Kárahnjúkavirkjun sul lago artificiale Hálslón. Successivamente, diventa una pista di montagna non asfaltata, caratterizzata dal prefisso F sul numero della strada che sta per Fjallvegir, cioè strada di montagna in lingua islandese.
In generale, è abbastanza impegnativa da guidare soprattutto per la presenza di estesi banchi di sabbia non compatta. Presenta alcuni guadi da attraversare, anche se l'attraversamento dei fiumi maggiori (come il Jökulsá á Fjöllum) avviene tramite ponti. Sfruttando l'interconnessione con la Hvannalindavegur e la Kverkfjallaleið, la F910 permette anche di raggiungere il Kverkfjöll.

## Galleria d'immagini

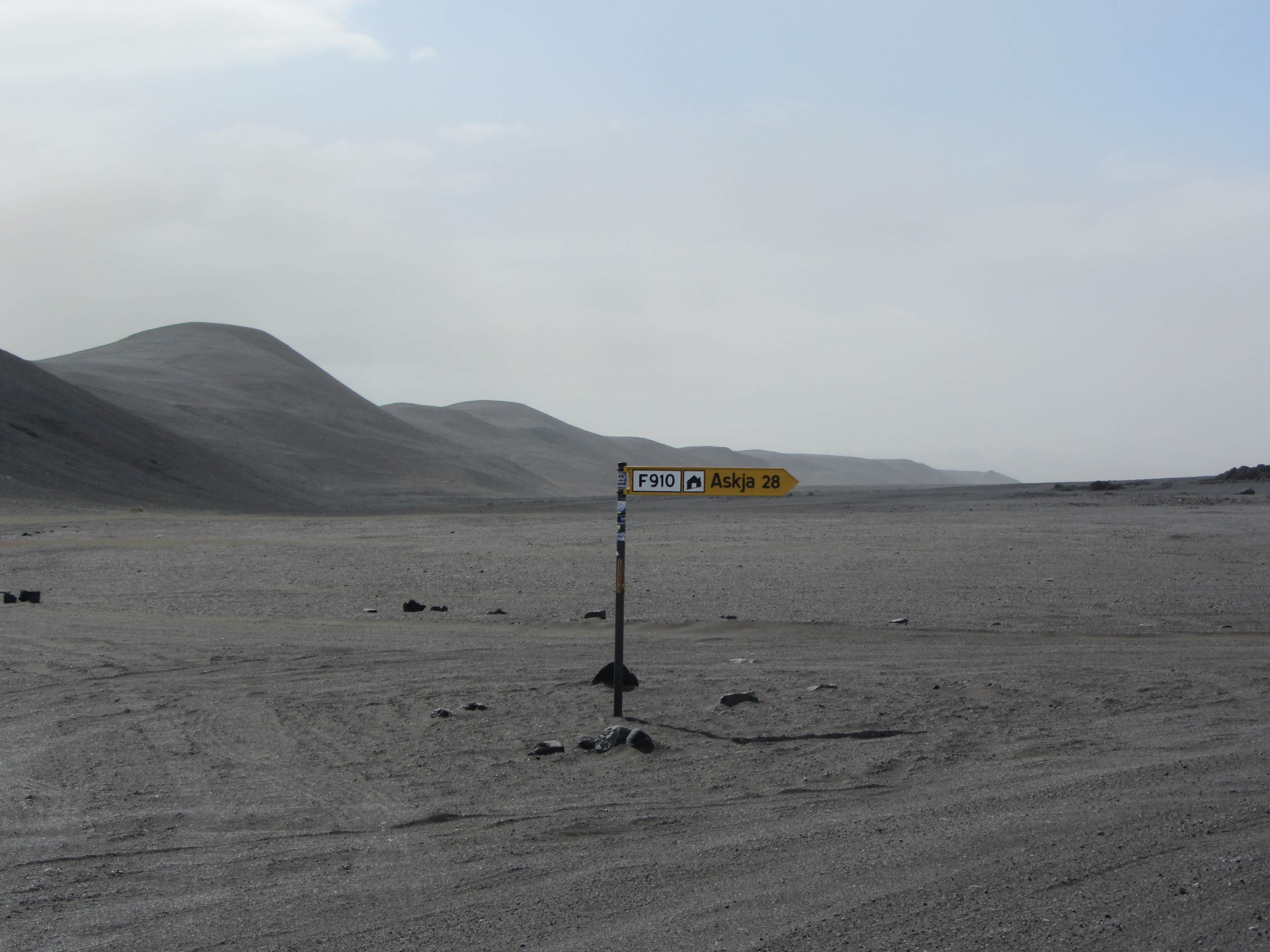
Bivio tra la F905 e la F910
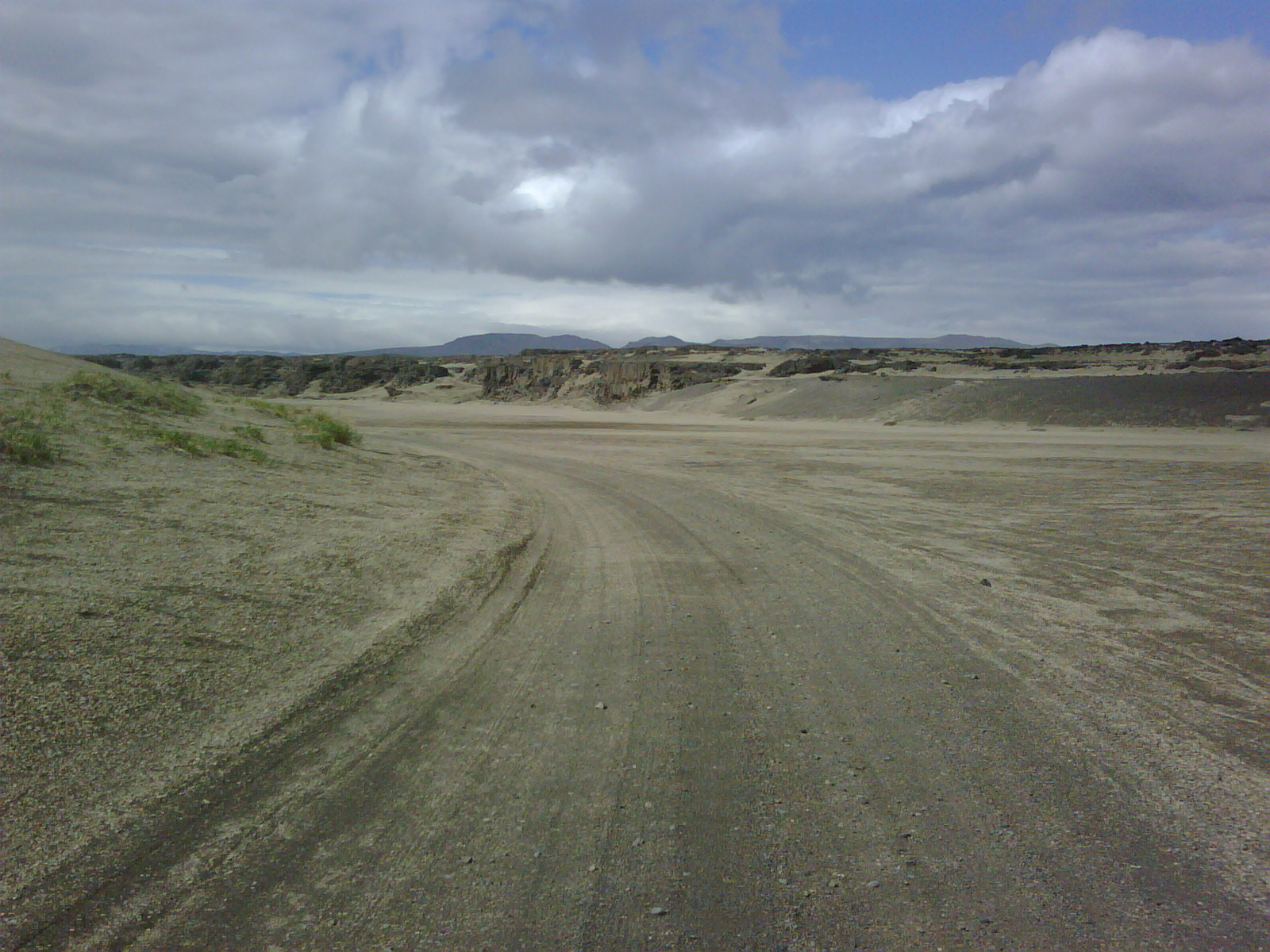
Pista F910
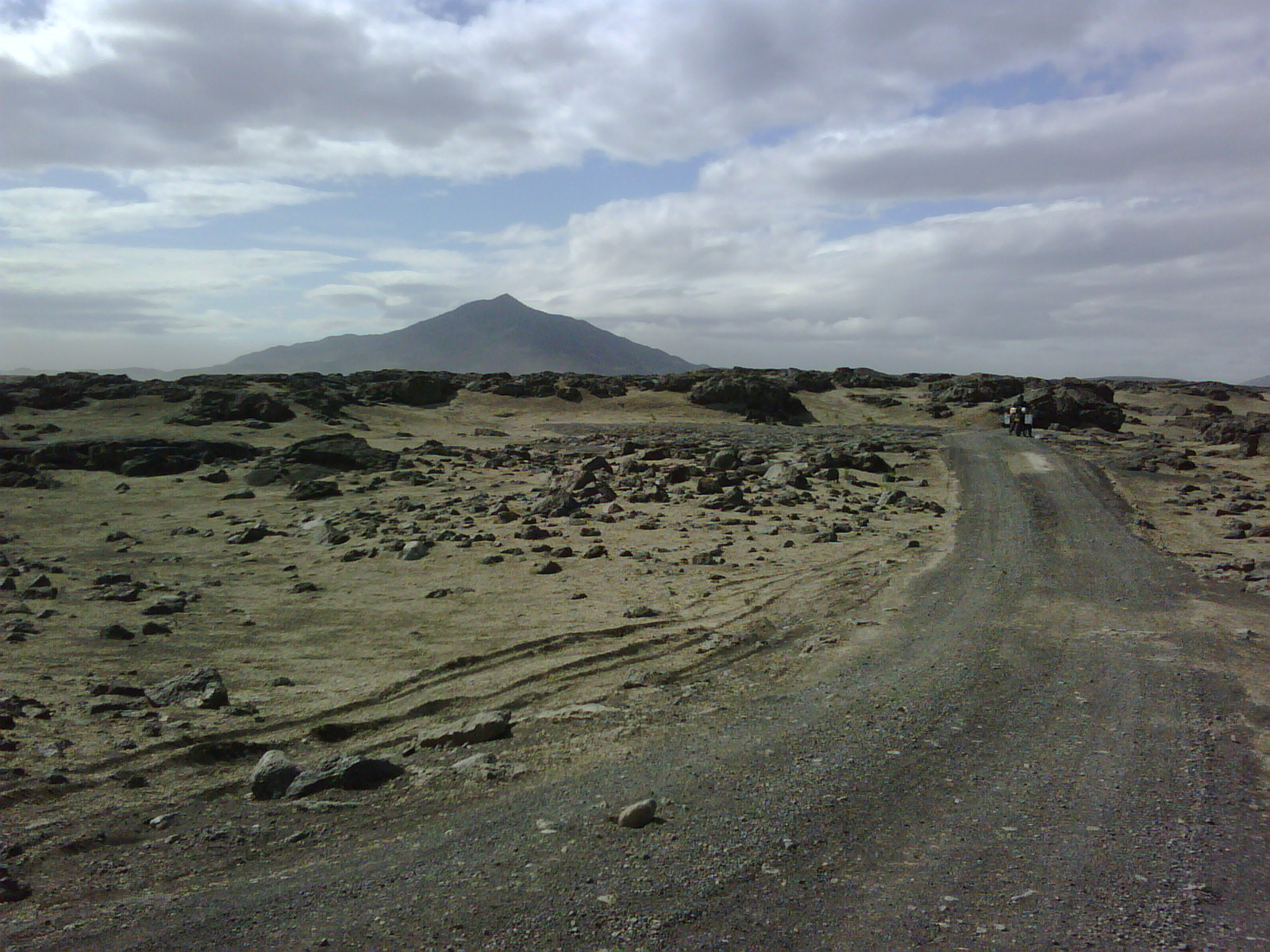
F910 in direzione dell'Askja
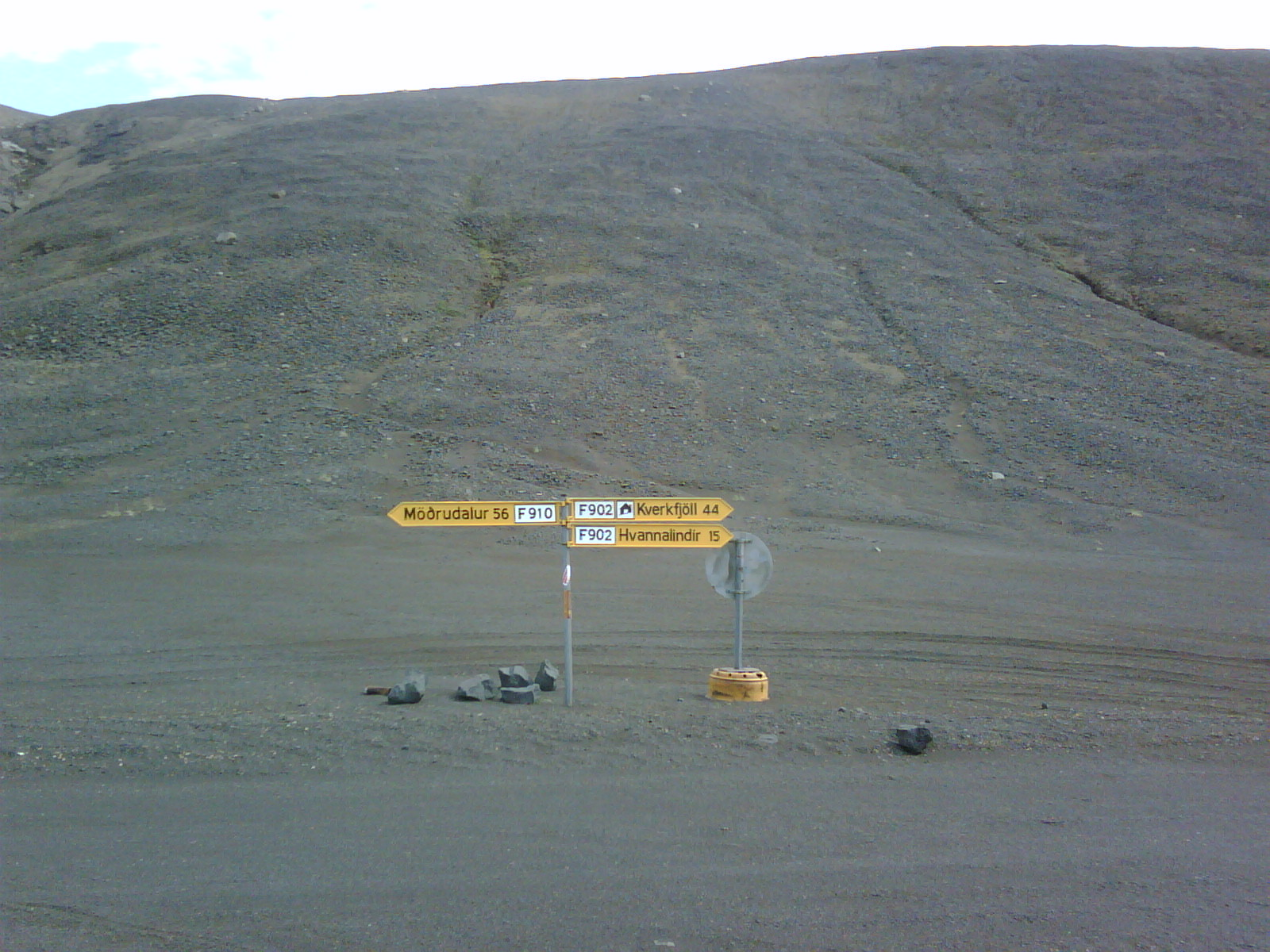
Bivio tra la F902 e la F910